# Lijst van voetbalinterlands Letland - Zweden
Deze lijst van voetbalinterlands is een overzicht van alle officiële voetbalwedstrijden tussen de nationale teams van Letland en Zweden. De landen speelden tot op heden zeventien keer tegen elkaar. De eerste ontmoeting, een vriendschappelijke wedstrijd, werd gespeeld in Riga op 20 juli 1926. Het laatste duel, een kwalificatiewedstrijd voor het Europees kampioenschap voetbal 2008, vond plaats op 21 november 2007 in Solna.

## Wedstrijden
| №  | Plaats    | Datum             | Competitie           | Wedstrijd        | Uitslag |
| -- | --------- | ----------------- | -------------------- | ---------------- | ------- |
| 1  | Riga      | 20 juli 1926      | Vriendschappelijk    | Letland – Zweden | 4 – 1   |
| 2  | Stockholm | 29 mei 1927       | Vriendschappelijk    | Zweden – Letland | 12 – 0  |
| 3  | Riga      | 6 juli 1928       | Vriendschappelijk    | Letland – Zweden | 0 – 4   |
| 4  | Malmö     | 28 juli 1929      | Vriendschappelijk    | Zweden – Letland | 10 – 0  |
| 5  | Riga      | 22 juli 1930      | Vriendschappelijk    | Letland – Zweden | 0 – 5   |
| 6  | Västerås  | 26 juli 1931      | Vriendschappelijk    | Zweden – Letland | 6 – 0   |
| 7  | Riga      | 13 juli 1932      | Vriendschappelijk    | Letland – Zweden | 0 – 0   |
| 8  | Riga      | 4 juli 1933       | Vriendschappelijk    | Letland – Zweden | 1 – 1   |
| 9  | Stockholm | 23 september 1934 | Vriendschappelijk    | Zweden – Letland | 3 – 1   |
| 10 | Riga      | 5 juli 1935       | Vriendschappelijk    | Letland – Zweden | 0 – 3   |
| 11 | Stockholm | 10 juni 1938      | Vriendschappelijk    | Zweden – Letland | 3 – 3   |
| 12 | Riga      | 1 september 1996  | WK 1998 kwalificatie | Letland – Zweden | 1 – 2   |
| 13 | Solna     | 10 september 1997 | WK 1998 kwalificatie | Zweden – Letland | 1 – 0   |
| 14 | Riga      | 7 september 2002  | EK 2004 kwalificatie | Letland – Zweden | 0 – 0   |
| 15 | Solna     | 11 oktober 2003   | EK 2004 kwalificatie | Zweden – Letland | 0 – 1   |
| 16 | Riga      | 2 september 2006  | EK 2008 kwalificatie | Letland – Zweden | 0 – 1   |
| 17 | Solna     | 21 november 2007  | EK 2008 kwalificatie | Zweden – Letland | 2 – 1   |

## Samenvatting
| Competitie        | Totaal gespeeld | Winst Letland | Gelijk | Winst Zweden | Doelsaldo Letland – Zweden |
| ----------------- | --------------- | ------------- | ------ | ------------ | -------------------------- |
| WK-kwalificatie   | 2               | 0             | 0      | 2            | 1 − 3                      |
| EK-kwalificatie   | 4               | 1             | 1      | 2            | 2 − 3                      |
| Vriendschappelijk | 11              | 1             | 3      | 7            | 9 − 48                     |
| Totaal            | 17              | 2             | 4      | 11           | 12 − 54                    |

## Details

### Zevende ontmoeting
| Vriendschappelijk (Riga, Letland, 13 juli 1932): |       |        |
| Letland                                          | 0 – 0 | Zweden |
|                                                  | goals |        |

### Twaalfde ontmoeting
| WK 1998 kwalificatie (Riga, Letland, 1 september 1996): |       |                                        |
| Letland                                                 | 1 – 2 | Zweden                                 |
| Vīts Rimkus 56'                                         | goals | 17' Martin Dahlin 20' Kennet Andersson |

### Dertiende ontmoeting
| WK 1998 kwalificatie (Solna, Zweden, 10 september 1997):            |       |         |
| Zweden                                                              | 1 – 0 | Letland |
| Mattias Jonson 88'                                                  | goals |         |
| - 75ste en laatste interland van de Zweedse aanvoerder Jonas Thern. |       |         |

### Veertiende ontmoeting
| EK 2004 kwalificatie (Riga, Letland, 7 september 2002): |       |        |
| Letland                                                 | 0 – 0 | Zweden |
|                                                         | goals |        |

### Zestiende ontmoeting
| EK 2008 kwalificatie (Riga, Letland, 2 september 2006): |       |                   |
| Letland                                                 | 0 – 1 | Zweden            |
|                                                         | goals | 37' Kim Källström |

### Zeventiende ontmoeting
| EK 2008 kwalificatie (Solna, Zweden, 21 november 2007): |       |                   |
| Zweden                                                  | 2 – 1 | Letland           |
| Marcus Allbäck 1' Kim Källström 57'                     | goals | 26' Juris Laizāns |

LFF · A-internationals · Bondscoaches · Statistieken · Lets vrouwenelftal · Olympisch elftal · Letland U21 · Letland U20 · Letland U19 · Letland U18 · Letland U17 · Letland U16
1922 – 1929 ·
1930 – 1940 ·
1950 – 1989 · 
1990 – 1999 ·
2000 – 2009 ·
2010 – 2019 ·
2020 – 2029
EK 1996 · 
EK 2000 · 
EK 2004 · 
EK 2008 · 
EK 2012
WK 1994 · 
WK 1998 · 
WK 2002 · 
WK 2006 · 
WK 2010 · 
WK 2014
OS 1924
1922 · 
1923 · 
1924 · 
1925 · 
1926 · 
1927 · 
1928 · 
1929 · 
1930 · 
1931 · 
1932 · 
1933 · 
1934 · 
1935 · 
1936 · 
1937 · 
1938 · 
1939 · 
1940 · 
1941 · 
1942 · 
1943 · 1944 · 
1945 · 
1946 · 
1947 · 
1948 · 
1949 · 
1950 – 1990 · 
1991 · 
1992 · 
1993 · 
1994 · 
1995 · 
1996 · 
1997 · 
1998 · 
1999 · 
2000 · 
2001 · 
2002 · 
2003 · 
2004 · 
2005 · 
2006 · 
2007 · 
2008 · 
2009 · 
2010 · 
2011 · 
2012 · 
2013 · 
2014 · 
2015 · 
2016 · 
2017 ·
2018 ·
2019 ·
2020 ·
2021 ·
2022
Albanië ·
Andorra ·
Angola ·
Armenië ·
Azerbeidzjan ·
Bahrein ·
België ·
Bolivia ·
Bosnië en Herzegovina ·
Brazilië ·
Bulgarije ·
China ·
Cyprus ·
Denemarken ·
Duitsland ·
Engeland ·
Estland ·
Faeröer · 
Finland ·
Frankrijk ·
Georgië ·
Ghana ·
Gibraltar ·
Griekenland ·
Honduras ·
Hongarije ·
Ierland ·
IJsland ·
Israël ·
Japan ·
Kazachstan ·
Koeweit ·
Kosovo ·
Kroatië ·
Liechtenstein ·
Litouwen ·
Luxemburg ·
Malta ·
Moldavië ·
Montenegro ·
Nederland ·
Noord-Ierland ·
Noord-Korea ·
Noord-Macedonië ·
Noorwegen ·
Oekraïne ·
Oezbekistan · 
Oman ·
Oostenrijk ·
Polen ·
Portugal ·
Qatar ·
Roemenië · 
Rusland ·
San Marino ·
Saoedi-Arabië ·
Schotland ·
Slovenië ·
Slowakije ·
Spanje ·
Thailand ·
Tsjechië ·
Tunesië ·
Turkije ·
Verenigde Staten ·
Wales ·
Wit-Rusland ·
Zuid-Korea ·
Zweden ·
Zwitserland
SvFF · A-internationals · Selecties · Bondscoaches · Zweeds vrouwenelftal · Olympisch elftal · Zweden U21 · Zweden U20 · Zweden U19 · Zweden U18 · Zweden U17 · Zweden U16 · Vrouwen U17
1908 – 1919 ·
1920 – 1929 ·
1930 – 1939 ·
1940 – 1949 ·
1950 – 1959 ·
1960 – 1969 ·
1970 – 1979 ·
1980 – 1989 ·
1990 – 1999 ·
2000 – 2009 ·
2010 – 2019 ·
2020 − 2029
EK 1960 · 
EK 1964 · 
EK 1968 · 
EK 1972 · 
EK 1976 · 
EK 1980 · 
EK 1984 · 
EK 1988 · 
EK 1992 ·
EK 1996 · 
EK 2000 ·
EK 2004 ·
EK 2008 ·
EK 2012 · 
EK 2016 · 
EK 2020
WK 1930 · 
WK 1934 ·
WK 1938 ·
WK 1950 ·
WK 1954 · 
WK 1958 ·
WK 1962 · 
WK 1966 · 
WK 1970 ·
WK 1974 ·
WK 1978 ·
WK 1982 · 
WK 1986 · 
WK 1990 ·
WK 1994 ·
WK 1998 · 
WK 2002 ·
WK 2006 ·
WK 2010 · 
WK 2014 · 
WK 2018
OS 1908 · 
OS 1912 · 
OS 1920 · 
OS 1924 · 
OS 1928 · 
OS 1932 · 
OS 1936 · 
OS 1948 · 
OS 1952 · 
OS 1956 · 
OS 1964 · 
OS 1968 · 
OS 1972 · 
OS 1976 · 
OS 1980 · 
OS 1984 · 
OS 1988 · 
OS 1992 · 
OS 1996 · 
OS 2000 · 
OS 2004 · 
OS 2008 · 
OS 2012 · 
OS 2016
1908 · 
1909 · 
1910 · 
1911 · 
1912 · 
1913 · 
1914 · 
1915 · 
1916 · 
1917 · 
1918 · 
1919 · 
1920 · 
1921 · 
1922 · 
1923 · 
1924 · 
1925 · 
1926 · 
1927 · 
1928 · 
1929 · 
1930 · 
1931 · 
1932 · 
1933 · 
1934 · 
1935 · 
1936 · 
1937 · 
1938 · 
1939 · 
1940 ·
1941 ·
1942 ·
1943 ·
1944  ·
1945 · 
1946 · 
1947 · 
1948 · 
1949 · 
1950 · 
1952 · 
1952 · 
1953 · 
1954 · 
1955 · 
1956 · 
1957 · 
1958 · 
1959 ·
1960 · 
1961 · 
1962 · 
1963 · 
1964 · 
1965 · 
1966 · 
1967 · 
1968 · 
1969 ·
1970 · 
1971 · 
1972 · 
1973 · 
1974 · 
1975 · 
1976 · 
1977 · 
1978 · 
1979 ·
1980 · 
1981 · 
1982 · 
1983 · 
1984 · 
1985 · 
1986 · 
1987 · 
1988 · 
1989 · 
1990 · 
1991 · 
1992 · 
1993 · 
1994 · 
1995 · 
1996 · 
1997 · 
1998 · 
1999 · 
2000 · 
2001 · 
2002 · 
2003 · 
2004 · 
2005 · 
2006 · 
2007 · 
2008 · 
2009 · 
2010 · 
2011 · 
2012 · 
2013 · 
2014 · 
2015 · 
2016 · 
2017 · 
2018 ·
2019 ·
2020 ·
2021
Albanië ·
Algerije ·
Argentinië ·
Armenië ·
Australië ·
Azerbeidzjan ·
Bahrein ·
Barbados ·
België ·
Bosnië en Herzegovina ·
Botswana ·
Brazilië ·
Bulgarije ·
Chili ·
China ·
Colombia ·
Costa Rica ·
Cuba ·
Cyprus ·
DDR ·
Denemarken ·
Duitsland ·
Ecuador ·
Egypte ·
Engeland ·
Estland ·
Faeröer ·
Finland ·
Frankrijk ·
Georgië ·
Griekenland ·
Hongarije ·
Ierland ·
IJsland ·
Iran ·
Israël ·
Italië ·
Ivoorkust ·
Jamaica ·
Japan ·
Joegoslavië ·
Jordanië ·
Kameroen ·
Kazachstan ·
Kosovo ·
Kroatië ·
Letland ·
Liechtenstein ·
Litouwen ·
Luxemburg ·
Maleisië ·
Malta ·
Mexico ·
Moldavië ·
Montenegro ·
Nederland ·
Nieuw-Zeeland ·
Nigeria ·
Noord-Ierland ·
Noord-Korea ·
Noord-Macedonië ·
Noorwegen ·
Oekraïne ·
Oezbekistan ·
Oman ·
Oostenrijk ·
Paraguay ·
Peru ·
Polen ·
Portugal ·
Qatar ·
Roemenië ·
Rusland ·
San Marino ·
Saoedi-Arabië ·
Schotland ·
Senegal ·
Servië ·
Singapore ·
Slovenië ·
Slowakije ·
Sovjet-Unie ·
Spanje ·
Syrië ·
Thailand ·
Trinidad en Tobago ·
Tsjechië ·
Tsjecho-Slowakije ·
Tunesië ·
Turkije ·
Uruguay ·
Venezuela ·
Verenigde Arabische Emiraten ·
Verenigde Staten ·
Verenigd Koninkrijk ·
Wales ·
Wit-Rusland ·
Zuid-Afrika ·
Zuid-Korea ·
Zwitserland
Brazilië (1958) ·
Duitsland (2006) ·
Duitsland (2018) ·
Engeland (2006) ·
Engeland (2012) ·
Engeland (2018) ·
Frankrijk (2012) ·
Griekenland (2008) ·
Ierland (2016) ·
Italië (2016) ·
Mexico (2018) ·
Oekraïne (2012) ·
Oekraïne (2021) ·
Paraguay (2006) ·
Polen (2021) ·
Rusland (2008) ·
Slowakije (2021) ·
Spanje (2008) ·
Spanje (2021) ·
Trinidad en Tobago (2006) ·
Zuid-Korea (2018) ·
Zwitserland (2018)